# Agromyza albertensis
Agromyza albertensis är en tvåvingeart som beskrevs av Sehgal 1968. Agromyza albertensis ingår i släktet Agromyza och familjen minerarflugor. Inga underarter finns listade i Catalogue of Life.